# Ralph Bunche

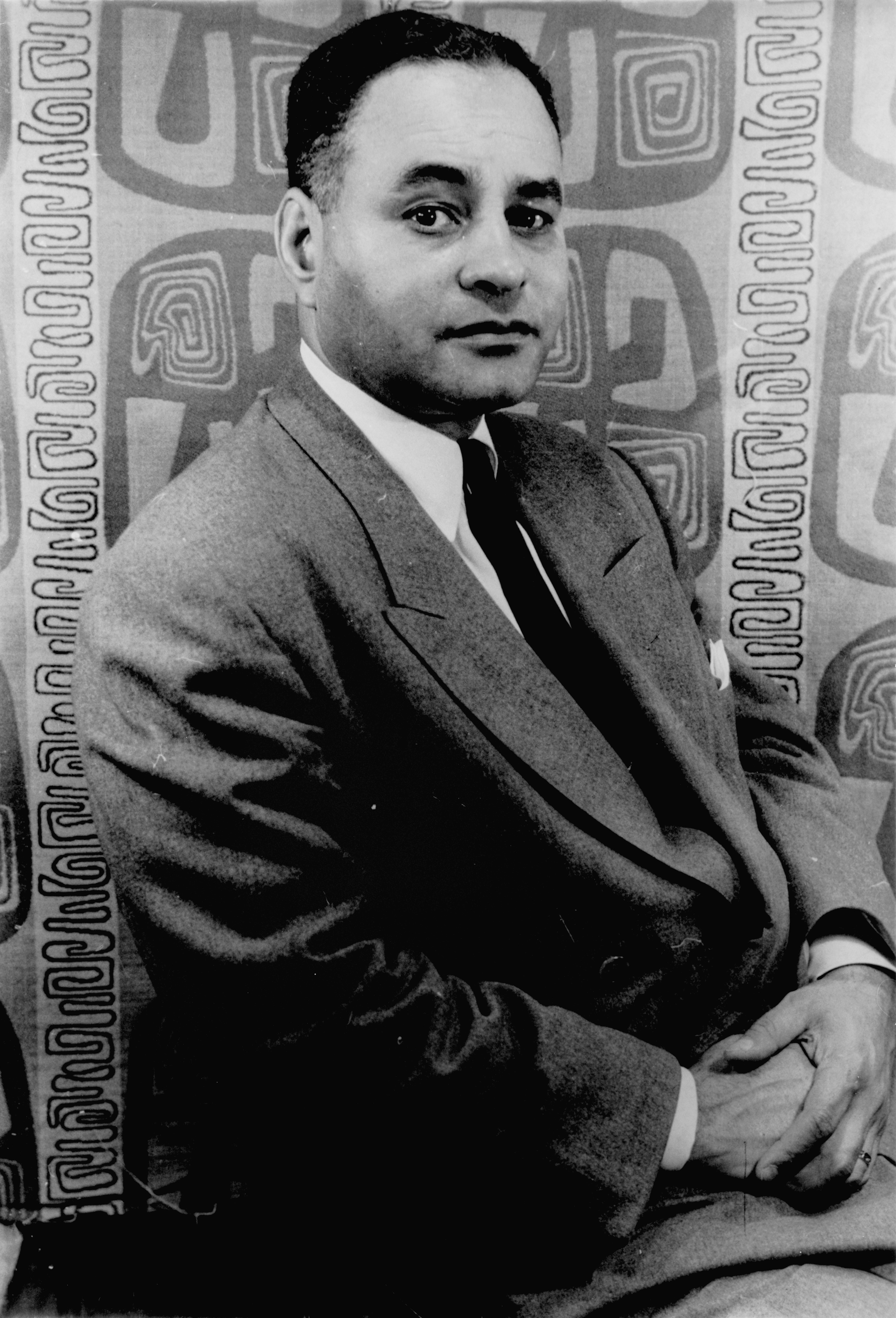
Ralph Bunche (1951)

Ralph Johnson Bunche (* 7. August 1904 in Detroit, Michigan; † 9. Dezember 1971 in New York, N.Y.) war ein US-amerikanischer Diplomat und Bürgerrechtler. Er erhielt die Spingarn Medal durch die National Association for the Advancement of Colored People (NAACP) 1949 und den Friedensnobelpreis 1950.

## Leben und Werk

### Ausbildung und wissenschaftliche Entwicklung
Ralph Bunche wurde 1904 in Detroit geboren. Sein Vater, Fred Bunche, war Friseur, der ausschließlich weiße Klientel bediente, seine Mutter, Olive (Johnson) Bunche, war Amateur-Musikerin. Die Großmutter, «Nana» Johnson, die in der Familie lebte, war noch als Sklavin geboren worden. Als Bunche zehn Jahre alt war, zog die Familie nach Albuquerque, New Mexico, in der Hoffnung, die schlechte Gesundheit der Eltern werde durch das trockene Klima besser. Jedoch starben beide nach zwei Jahren an Tuberkulose. Seine Großmutter, die ihrem Äußeren nach als Weiße durchging, aber „ein vollständig schwarzes Inneres hatte“, brachte Ralph und seine zwei Schwestern nach Los Angeles. Hier musste Ralph praktisch jede Beschäftigung annehmen, die er fand. So verkaufte er Zeitungen und arbeitete unter anderem als Hausdiener eines Filmschauspielers sowie für eine Teppichverlege-Firma.
Bei seinem Grundschulabschluss gewann er Preise in Geschichte und in Englisch. Die Jefferson High School in Los Angeles schloss er als Jahrgangsbester ab (valedictorian). Schon zu Schulzeiten trat er außerdem als Sportler hervor, so in American Football, Basketball, Baseball. Der Besuch der University of California in Los Angeles wurde ermöglicht durch ein Sport-Stipendium, das seine kompletten Auslagen trug. Er schloss 1927 summa cum laude als Jahrgangsbester ab.
Mit einem Stipendium der Harvard University und einer Summe von 1.000 Dollar, die durch die schwarze Gemeinschaft in Los Angeles aufgebracht worden war, begann Bunche sein Studium der Politikwissenschaften. Er beendete sein Master-Studium 1928 und wechselte zwischen Unterricht an der Howard University und einer Promotion an der Harvard-Universität. Mit Hilfe einer Rosenwald Fellowship in den Jahren 1932 bis 1933 betrieb er Forschungen in Afrika, wo er die Kolonialherrschaft in Togoland und Dahomey verglich. Für seine Dissertation erhielt er 1934 den Toppan-Preis für außergewöhnliche Forschungen in Gesellschaftswissenschaften (social studies). Er arbeitete an der Northwestern University, der London School of Economics and Political Science und in Kapstadt, Südafrika.
Seine ganze Karriere verband Bunche stets mit Unterrichtstätigkeit, etwa am Department of Political Science der Howard University von 1928 bis 1950. Er unterrichtete außerdem an der Harvard University von 1950 bis 1952 und war Mitglied des New York City Board of Education (1958–1964), Mitglied der Board of Overseers der Harvard University (1960–1965) und Mitglied der Board of the Institute of International Education, zudem war er Trustee des Oberlin College, der Lincoln University und der New Lincoln School. 1953/54 amtierte als Präsident der American Political Science Association (APSA).

### Aktivität in der Bürgerrechtsbewegung
Bunche war immer in der Bürgerrechtsbewegung aktiv. Während seiner Zeit an der Howard University wurde er noch als junger Radikaler betrachtet, der das amerikanische Sozialsystem und die etablierten Schwarzen-Organisationen kritisierte. Beeinflusst durch seine Erfahrungen als Co-Direktor des Institutes für Rassenbeziehungen am Swarthmore College. 1936 schrieb er A World View of Race (1936) und 1944 gab er gemeinsam mit dem schwedischen Sozialwissenschaftler Gunnar Myrdal das Buch An American Dilemma heraus.
Es folgten viele Aktivitäten, die ihn auch zum Mitglied des „Schwarzen Kabinettes“, das sich mit Minderheiten beschäftigte und von Franklin D. Roosevelt einberufen wurde. Seine Aktivitäten führten ihn auch mit Martin Luther King zusammen. Seine Überzeugung war stets unmissverständlich: Rassische Vorurteile seien ein unbegründetes Phänomen ohne wissenschaftliche Basis in Biologie oder Anthropologie, „Rassentrennung und Demokratie sind inkompatibel“. Seiner Ansicht nach sollten Schwarze ihren Kampf für gleiche Rechte fortführen unter Akzeptanz ihrer Verantwortlichkeiten, die mit der Freiheit verbunden seien, und Weiße müssten dafür antreten, dass „Demokratie farbenblind ist“.

### Diplomatische und politische Laufbahn
Während des Zweiten Weltkrieges wurde Ralph Bunche 1941 dem Office of Strategic Services (dem Vorgänger der CIA) zugeteilt und übernahm die Funktion eines sozialwissenschaftlichen Analytikers, wobei er von 1943 bis 1944 die Sektion Afrika leitete. 1945 wurde er Kommissar für die Angelegenheiten der Karibischen Gebiete und von 1946 bis 1954 Leiter der Treuhand-Angelegenheiten der Vereinten Nationen. Er forderte, dass die Unabhängigkeit des jeweiligen Treuhandgebiets explizites Ziel der Treuhandverwaltung sein müsste.
Von 1948 bis 1949 spielte er eine entscheidende Rolle als Vermittler im Palästinakrieg, in dem er die Verhandlungen zwischen dem israelischen Volk und den arabischen Staaten als UN-Vermittler und Nachfolger des ermordeten Folke Bernadotte übernahm. Unmittelbar nach den Waffenstillstandsabkommen von 1949 bot ihm der US-Präsident Harry S. Truman einen Posten als Staatssekretär für Afrika und den Nahen Osten an, welchen er jedoch ablehnte. New York begrüßte Bunche mit einer Konfettiparade, Los Angeles deklarierte einen „Ralph Bunche Day“. Er wurde belagert mit Anfragen nach Vorlesungen, erhielt den Spingarn Prize durch den National Association for the Advancement of Colored People im Jahre 1949 und als erster Schwarzer den Friedensnobelpreis 1950. 1950 wurde er in die American Philosophical Society und 1951 in die American Academy of Arts and Sciences gewählt.
1954 wurde Ralph Bunche Untersekretär der Vereinten Nationen für politische Angelegenheiten, kurz danach zog er sich jedoch aus dem politischen Leben zurück und befasste sich mit der internationalen Friedenspolitik, der Entwicklungshilfe sowie der Aufnahme der afrikanischen Staaten in internationale Gremien. Bereits 1956 trat er während der Sueskrise erneut als Vermittler auf. 1960 und 1963 war er Organisator der UN-Friedenstruppen im Kongo. Weitere Aufgaben waren die erfolglose Vermittlung im Jemenkrieg 1963, die Überwachung der Friedenstruppen im Zypernkonflikt 1964 sowie die Organisation einer Beobachtertruppe im Krieg zwischen Indien und Pakistan 1965. Ralph Bunche veranlasste den mit ihm eng befreundeten österreichischen Komponisten und Dirigenten Robert Stolz (1880–1975) für die UNO einen Marsch zu komponieren (UNO-Marsch, March of the United Nations). Ab 1967 war er stellvertretender Generalsekretär der Vereinten Nationen bis zu seinem Rücktritt aus gesundheitlichen Gründen 1971, kurz darauf verstarb er an Diabetes.

### Ehrungen
1963 verlieh US-Präsident John F. Kennedy Bunche die Freiheitsmedaille („The Presidential Medal of Freedom“), die höchste zivile Auszeichnung in den USA.